# Elvy's Wereld: So Ibiza
Elvy’s wereld: So Ibiza is een Nederlandse film uit 2018 geregisseerd door Erwin van den Eshof. De film is  gebaseerd op de boeken van Jill Schirnhofer en kwam aan het eind september 2018 in de Nederlandse bioscoop. In januari 2019 kwam de film ook uit op dvd.

## Plot
Elvy (May Hollerman) gaat naar Ibiza waar ze probeert de Future Fashion Award te winnen. In haar avontuur daar komt ze daar een jongen tegen (Buddy Vedder) waar ze verliefd op wordt.

## Rolverdeling
| Acteur            | Personage     |
| ----------------- | ------------- |
| May Hollerman     | Elvy          |
| Buddy Vedder      | Sem           |
| Jill Schirnhofer  | Joy           |
| Nienke Plas       | Esther        |
| Irene Moors       | Anne          |
| Sarah Nauta       | Emma          |
| Femke Meines      | Fleur         |
| Bibi              | Zoë           |
| Défano Holwijn    | Max           |
| Kelvin Boerma     | Vik           |
| Djamila           | Djamila       |
| Sylvie Meis       | Lola Kingston |
| Claartje Rose     | Laura Vilhena |
| Stephanie van Eer | Kate          |
| Rutger Vink       | Taco          |